# Cocoon
Cocoon — компьютерная игра в жанрах приключенческой игры и головоломки, разработанная американской студией Geometric Interactive и изданная Annapurna Interactive. Игра была выпущена для Nintendo Switch, PlayStation 4, PlayStation 5, Microsoft Windows, Xbox One и Xbox Series X/S в 2023 году. Игрок управляет насекомоподобным существом, способным перемещаться между фантастическими мирами, и должен решать разнообразные головоломки, чтобы раскрыть тайны вселенной игры. Cocoon получила положительные отзывы обозревателей и ряд престижных наград, в том числе The Game Awards как лучшая дебютная инди-игра 2023 года.

## Игровой процесс
Cocoon представляет собой приключенческую головоломку с видом сверху, в которой игрок управляет насекомоподобным существом, способным перемещаться между различными мирами. Эти миры содержатся внутри специальных шаров — протагонист игры может переносить их и размещать на специальных пьедесталах. Таким образом, каждый шар одновременно представляет собой локацию, в которую можно вернуться, и объект, который можно переносить внутрь других таких же миров-шаров. Это позволяет игроку комбинировать их разным образом, используя инструменты из одного мира в другом, чтобы продвинуться дальше. Манипуляции с шарами-мирами позволяют игроку перемещаться между локациями и решать головоломки. Каждый шар даёт протагонисту уникальную способность, позволяющую преодолевать препятствия — например, возможность видеть невидимые мосты или активировать лифты. Игра отличается минималистичным управлением — все действия в ней выполняются с помощью стика геймпада и единственной кнопки действия. Прохождение игры занимает около пяти часов.

## Разработка
Cocoon стала первой игрой датской студии Geometric Interactive, основанной геймдизайнером Йеппе Карлсеном после ухода из студии Playdead. Карлсен в свои годы работы в Playdead прославился как один из ключевых разработчиков игр Limbo и Inside, где, в частности, занимался созданием головоломок. Он занялся созданием новой игры почти сразу же после того, как покинул предыдущую студию, и Cocoon пробыла в разработке около шести с половиной лет. К Карлсену присоединились композитор Якоб Шмид и художник Эрвин Хо — вместе они создали Geometric Interactive, и поначалу вся команда разработчиков и состояла из них троих. На минималистичный визуальный стиль игры повлиял предыдущий опыт Хо — до создания студии художник работал графическим дизайнером.
Ранний прототип игры, как и игры Playdead, представлял собой сайд-скроллер, где игровой персонаж движется в двух измерениях слева направо. Разработчики посчитали, что при таком подходе ощущения от погружения в совершенно новый мир получаются недостаточно яркими, и перешли к виду сверху. Шмид при написании звукового сопровождения игры интенсивно использовал звуки природы — кваканье лягушек, хлюпанье грязи, шум дождя. Самый первый появляющийся в игре шар и был придуман Карлсеном самым первым. Геймдизайнер придумал и другие миры-шары, но не все они оказались удачными и были включены в игру — например, у Карлсена была идея «ритм-шара», решение головоломок в котором требовало бы движения в такт с музыкой. Это позволяло создавать интересные головоломки, но геймдизайнер посчитал, что постоянный барабанный бой будет отвлекать игроков.

## Отзывы
| Сводный рейтинг       | Сводный рейтинг                                     |
| Агрегатор             | Оценка                                              |
| --------------------- | --------------------------------------------------- |
| Metacritic            | 88/100 (Win) 90/100 (PS5) 89/100 (XSXS) 89/100 (NS) |
| OpenCritic            | 87/100                                              |
| «Критиканство»        | 91/100                                              |
| Иноязычные издания    |                                                     |
| Издание               | Оценка                                              |
| Eurogamer             | [ 2 ]                                               |
| GamesRadar+           | [ 3 ]                                               |
| IGN                   | 9/10                                                |
| PC Gamer (US)         | 90/100                                              |
| Русскоязычные издания |                                                     |
| Издание               | Оценка                                              |
| 3DNews                | 9,0/10                                              |
| StopGame.ru           | Изумительно                                         |

По данным агрегатора рецензий Metacritic, игра получила преимущественно положительные отзывы обозревателей. Обозреватель Eurogamer Кристиан Донлан описывал игру как «по-настоящему магическую» и сравнивал её с трюком фокусника: самые лучшие фокусы получаются, когда фокусник заранее продумывает, как аудитория может понять секрет трюка, и «закрывает эти двери», исключая такие возможности. Подобным образом Coccoon «закрывает двери», исключая для игрока возможность застрять или заблудиться — она так устроена, что всегда показывает игроку, что делать дальше. Алексей Лихачёв в рецензии для 3DNews назвал её одной из лучших приключенческих головоломок, впечатляющей «крутыми идеями и их исполнением». Он посетовал на слишком простых боссов, которые игрок чаще всего проходит с первого или второго раза

## Награды
Сайт Eurogamer выбрал Coccoon лучшей игрой 2023 года.
| Год  | Церемония                                     | Категория                                    | Результат | Прим.         |
| ---- | --------------------------------------------- | -------------------------------------------- | --------- | ------------- |
| 2023 | Golden Joystick Awards                        | Лучшая игра года                             | Номинация | [ 16 ]        |
| 2023 | Golden Joystick Awards                        | Лучшая инди-игра                             | Номинация | [ 16 ]        |
| 2023 | Golden Joystick Awards                        | Награда за прорыв                            | Победа    | [ 16 ]        |
| 2023 | The Game Awards 2023                          | Лучшая независимая игра                      | Номинация | [ 17 ]        |
| 2023 | The Game Awards 2023                          | Лучшая дебютная инди-игра                    | Победа    | [ 17 ]        |
| 2024 | D.I.C.E. Awards                               | Игра года                                    | Номинация | [ 18 ] [ 19 ] |
| 2024 | D.I.C.E. Awards                               | Приключенческая игра года                    | Номинация | [ 18 ] [ 19 ] |
| 2024 | D.I.C.E. Awards                               | Выдающееся достижение среди инди-игр         | Победа    | [ 18 ] [ 19 ] |
| 2024 | D.I.C.E. Awards                               | Выдающееся достижение в геймдирекшене        | Номинация | [ 18 ] [ 19 ] |
| 2024 | D.I.C.E. Awards                               | Выдающееся достижение в геймдизайне          | Номинация | [ 18 ] [ 19 ] |
| 2024 | D.I.C.E. Awards                               | Выдающееся достижение в аудиодизайне         | Номинация | [ 18 ] [ 19 ] |
| 2024 | Game Developers Choice Awards                 | Игра года                                    | Номинация | [ 20 ] [ 21 ] |
| 2024 | Game Developers Choice Awards                 | Лучший дебют                                 | Номинация | [ 20 ] [ 21 ] |
| 2024 | Game Developers Choice Awards                 | Лучший дизайн                                | Номинация | [ 20 ] [ 21 ] |
| 2024 | Game Developers Choice Awards                 | Награда за инновации                         | Номинация | [ 20 ] [ 21 ] |
| 2024 | Game Developers Choice Awards                 | Лучший визуальный дизайн                     | Номинация | [ 20 ] [ 21 ] |
| 2024 | Game Developers Choice Awards                 | Приз зрительских симпатий                    | Номинация | [ 20 ] [ 21 ] |
| 2024 | Independent Games Festival                    | Гран-при имени Шеймаса Макнелли              | Номинация | [ 22 ] [ 23 ] |
| 2024 | Independent Games Festival                    | Превосходство в звуке                        | Номинация | [ 22 ] [ 23 ] |
| 2024 | Independent Games Festival                    | Превосходство в дизайне                      | Номинация | [ 22 ] [ 23 ] |
| 2024 | Game Audio Network Guild Awards               | Творческие и технические достижения в музыке | Номинация | [ 24 ] [ 25 ] |
| 2024 | Game Audio Network Guild Awards               | Звуковой дизайн года                         | Номинация | [ 24 ] [ 25 ] |
| 2024 | Премия Британской Академии в области видеоигр | Дебютная игра                                | Номинация | [ 26 ] [ 27 ] |
| 2024 | Премия Британской Академии в области видеоигр | Художественное достижение                    | Номинация | [ 26 ] [ 27 ] |
| 2024 | Премия Британской Академии в области видеоигр | Семейная игра                                | Номинация | [ 26 ] [ 27 ] |
| 2024 | Премия Британской Академии в области видеоигр | Геймдизайн                                   | Номинация | [ 28 ]        |

## Внешние ссылки
geometric-interactive.com — официальный сайт Cocoon  (англ.)